# اسکوبلفکا (شهرستان بلبیفسکی، باشقیرستان)
اسکوبلفکا (به لاتین: Skobelevka) یک منطقهٔ مسکونی در روسیه است که در باشقیرستان واقع شده‌است.